# 健康ライフコンパス
健康ライフコンパス株式会社（けんこうライフコンパス）は、ヘルスケアの多様なソリューションを提供する株式会社生命科学インスティテュートの子会社。三菱ケミカルホールディングスグループの一員である。後述の“じぶんからだクラブ”をブランドとする。2019年（平成31年）4月1日をもって親会社である株式会社生命科学インスティテュートに吸収合併された。

## 概要
主としてドラッグストアにおける個人向け健康セルフチェックサービス「じぶんからだクラブ」の提供及び健康関連サービス事業者への同セルフチェックサービスの提供している。

## じぶんからだクラブ
「じぶんからだクラブ」は、個人向け健康セルフチェックサービスのブランドである。
身近な薬局・ドラッグストアの店内で受けられる自己採血による血液検査キットを提供している。基本的には薬剤師が使用方法を説明し、採血自体は被験者自身が行う。検査結果は7日から10日後に店頭で受け取ることができる。
従来、病院等以外で採血を伴う検査を行う場合は、その場所を「衛生検査所」 として保健所へ届け出をして承認を得なければならなかった。だが、その手続きには手間や費用がかかり、かつ保健所によって解釈が異なるなどの状態が続き、自己採血であっても医療行為に相当するかどうかいわゆるグレーゾーンにあった。
この状況下で、経済産業省が創設したグレーゾーン解消制度・企業実証特例制度において「血液の簡易検査とその結果に基づく健康関連情報の提供」を申請したことにより商用化したサービスである。具体的には同制度を通じて、2014年（平成26年）3月31日に厚生労働省より臨床検査技師法に基づく告示（臨床検査技師等に関する法律第20条の3第1項の「衛生検査所として登録が不要な施設」）の改正が公布され、翌日の4月1日より、薬局などでの自己採血検査が正式に認められることとなった。

## 沿革
2013年（平成25年）
「健康ライフコンパス」を設立。三菱ケミカルホールディングスの自己採血サービスを受け継ぎ「じぶんからだクラブ」の提供を開始。実施店の発表やオンライン会員サイトを新規オープン
2014年（平成26年）
グレーゾーン解消制度の回答により実施店を200店に拡大